# E-Rallye Ardenne Roads
L'E-Rallye Ardenne Roads è una competizione automobilistica che si svolge in Belgio. Riservata a veicoli alimentati tramite fonti di energia alternativa, è inserita dal 2024 nel programma della FIA ecoRally Cup.

## Albo d'oro
| Edizione | Vincitore                                          | 2º classificato                                         | 3º classificato                                    |
| -------- | -------------------------------------------------- | ------------------------------------------------------- | -------------------------------------------------- |
| 2024     | Michel Decremer (pilota) Jennifer Hugo (co-pilota) | Jean-Claude Mathoul (pilota) Patrick Lienne (co-pilota) | Beitske Visser (pilota) Artur Kammerer (co-pilota) |
| 2024     | Volkswagen ID.3                                    | Audi A8 e-tron                                          | Polestar 2                                         |
| 2025     | Guido Guerrini (pilota) Artur Prusak (co-pilota)   | Carlos Silva (pilota) Sancho Ramalho (co-pilota)        | Bernard Heine (pilota) Valérie Piette (co-pilota)  |
| 2025     | Kia eNiro                                          | BMW i3                                                  | Volkswagen ID.7                                    |